# Charlie's Angels (film 2019)
Charlie's Angels è un film del 2019 scritto e diretto da Elizabeth Banks.
La pellicola si basa sulla serie televisiva omonima creata da Ivan Goff e Ben Roberts, e funge da seguito sia della serie che dei film precedenti.
Il film vede la partecipazione di Kristen Stewart, Naomi Scott, Ella Balinska, Elizabeth Banks, Djimon Hounsou, Noah Centineo, Sam Claflin e Patrick Stewart.

## Trama
L'agenzia Townsend ha sempre fornito sicurezza e capacità investigative ai clienti privati. Ora l'agenzia si è espansa a livello internazionale con le donne più intelligenti, senza paura e altamente addestrate in tutto il mondo: più squadre guidate da più Bosley, completando le missioni più difficili in tutto il mondo. Una squadra di angeli, tra cui Jane e Sabina, guidata dall'agente senior John Bosley, cattura il truffatore internazionale Jonny Smith a Rio de Janeiro e lo consegna alle autorità americane. 
Un anno dopo, la divisione europea dell'agenzia Townsend viene informata che Elena Houghlin, un'ingegnera e programmatrice impiegata dall'imprenditore Alexander Brok, vuole smascherare i suoi superiori. Sa che il responsabile dello sviluppo di Brok, Peter Fleming, sta nascondendo un difetto in Calisto, un dispositivo di risparmio energetico che ha contribuito a inventare.
Elena incontra l'agente Edgar "Bosley" ad Amburgo per consegnare le sue scoperte, ma l'assassino Hodak tende un'imboscata all'incontro. Dopo un successivo inseguimento in auto in cui Edgar viene ucciso a colpi di arma da fuoco prima che l'auto si ribalti nel fiume, l'assassino lascia Elena ad annegare. Anche la protetta di Edgar, Jane Kano, è in macchina. La salva e la porta dall'agente Rebekah "Bosley" con l'aiuto della sua partner, Sabina Wilson. Nel frattempo, John, che nel frattempo si è ritirato dall'agenzia, scopre che Rebekah lo ha etichettato con il dispositivo di tracciamento sottocutaneo specializzato dell'agenzia senza che lui ne fosse a conoscenza.
In una casa sicura Elena rivela agli angeli che Calisto può essere usato come arma: il dispositivo è in grado di generare impulsi elettromagnetici in grado di causare convulsioni fatali se usato. Rebekah incarica Sabina e Jane, a cui si unisce Elena, di introdursi nella sede centrale di Brok per rubare i restanti prototipi di Calisto prima che possano essere duplicati. Elena ne trova uno ma è costretta a usarlo per scappare, uccidendo accidentalmente il capo della sicurezza, Ralph, nel processo.
Dopo aver scoperto che Fleming ha preso gli altri prototipi, Rebekah lo segue fino a Istanbul, dove Jane si serve di uno dei suoi vecchi contatti dell'intelligence, Fatima, per localizzarlo. Inizialmente lo cercano in un ippodromo, dove non sembra trovare un acquirente. Più tardi, lo seguono fino a una cava di roccia remota, dove il presunto Smith imprigionato si rivela essere l'intermediario di Fleming per la vendita di Calisto. Hodak è presente e uccide Fleming prima che gli Angeli interrompano la vendita. Rebekah scompare all'improvviso, consentendo a Smith e Hodak di scappare con i prototipi.
Tornando al loro rifugio, Sabina condivide la sua crescente convinzione che Rebekah stia segretamente lavorando contro l'agenzia e la stia manipolando per rubare Calisto a suo vantaggio. Mentre le tre riflettono sui sospetti di Sabina, il rifugio viene bombardato. Rebekah si presenta solo per essere colpita da John, che è venuto a "salvare" Elena. Sabina e Jane riescono a sopravvivere e a cercare assistenza medica da Fatima. Rebekah riappare e spiega che John è il vero traditore e che ha trascorso gli ultimi decenni a costruire segretamente la sua rete all'interno dell'agenzia dopo essere stato scavalcato per succedere al defunto Charlie Townsend.
John porta Elena a una festa a Chamonix organizzata da Brok, che si rivela essere la mente dietro il tentativo di assassinare Elena e, a sua insaputa, il piano di John di trasformare Calisto in un'arma. Usando il collega di Elena, Langston, come ostaggio, John la costringe a programmare un dispositivo Calisto per uccidere sia se stessa che Langston prima di andarsene.
Gli Angeli hanno dedotto il suo piano grazie alle informazioni fornite da Smith, che si è schierato dalla loro parte. Quindi, si presentano e salvano Elena e Langston, sebbene Elena avesse già disattivato il dispositivo Calisto. Jane si vendica impalando Hodak su una punta, mentre Rebekah raggiunge John e i suoi uomini. In inferiorità numerica, fa sì che numerosi altri Angeli che si atteggiano a ospiti sottomettano gli uomini, dopodiché Sabina mette KO John con un pugno.
Brok viene arrestato per cospirazione e Jane e Langston iniziano una relazione. Elena viene reclutata come Angelo dall'agenzia Townsend dopo aver superato una serie di rigorosi esercizi di addestramento.
In una scena a metà dei titoli di coda, Elena riceve un tatuaggio ufficiale degli Angeli e le congratulazioni dall'ex angelo Kelly Garrett, che è diventata il nuovo "Charlie".

## Produzione
Il 15 settembre 2015 è stato annunciato che la Sony Pictures Entertainment voleva realizzare un reboot del franchise di Charlie's Angel e che Elizabeth Banks era in trattative per dirigere il film. Quest'ultima avrebbe anche prodotto il film insieme a suo marito Max Handelman della Brownstone Productions. Il 16 dicembre 2015, Sony ha assunto Evan Spiliotopoulos per scrivere la sceneggiatura del film.
Nel luglio 2018, sono state annunciate Kristen Stewart, Naomi Scott ed Ella Balinska come protagoniste, e che anche Banks avrebbe avuto una parte. Doug Belgrad avrebbe prodotto il film attraverso la sua 2.0 Entertainment, insieme a Elizabeth Cantillon, Banks e Handelman, mentre Banks e Jay Basu avrebbero scritto la sceneggiatura basandosi sulle prime bozze di Craig Mazin e Semi Chellas. A settembre, Patrick Stewart è entrato nel cast. Quello stesso mese, Luis Gerardo Méndez, Jonathan Tucker e Djimon Hounsou si sono uniti al cast. Nell'ottobre 2018 sono stati annunciati Sam Claflin, Noah Centineo, Chris Pang e Nat Faxon.
Le riprese del film sono iniziate il 24 settembre 2018, per poi spostarsi ad Amburgo, in Germania e nel dicembre a Istanbul, in Turchia. Le riprese sono terminate il 9 dicembre 2018.
In seguito è stato rivelato che il film non sarebbe stato un reboot o un remake del franchise, ma piuttosto una continuazione che avrebbe incluso gli eventi della serie TV originale e dei film. Sul sito ufficiale del lungometraggio è stato rivelato che Drew Barrymore, che ha prodotto i film precedenti e interpretato nei panni di Dylan Sanders, sarebbe tornata come produttrice esecutiva. Anche Leonard Goldberg, che ha prodotto la serie originale e i film precedenti, sarebbe tornato.

## Colonna sonora

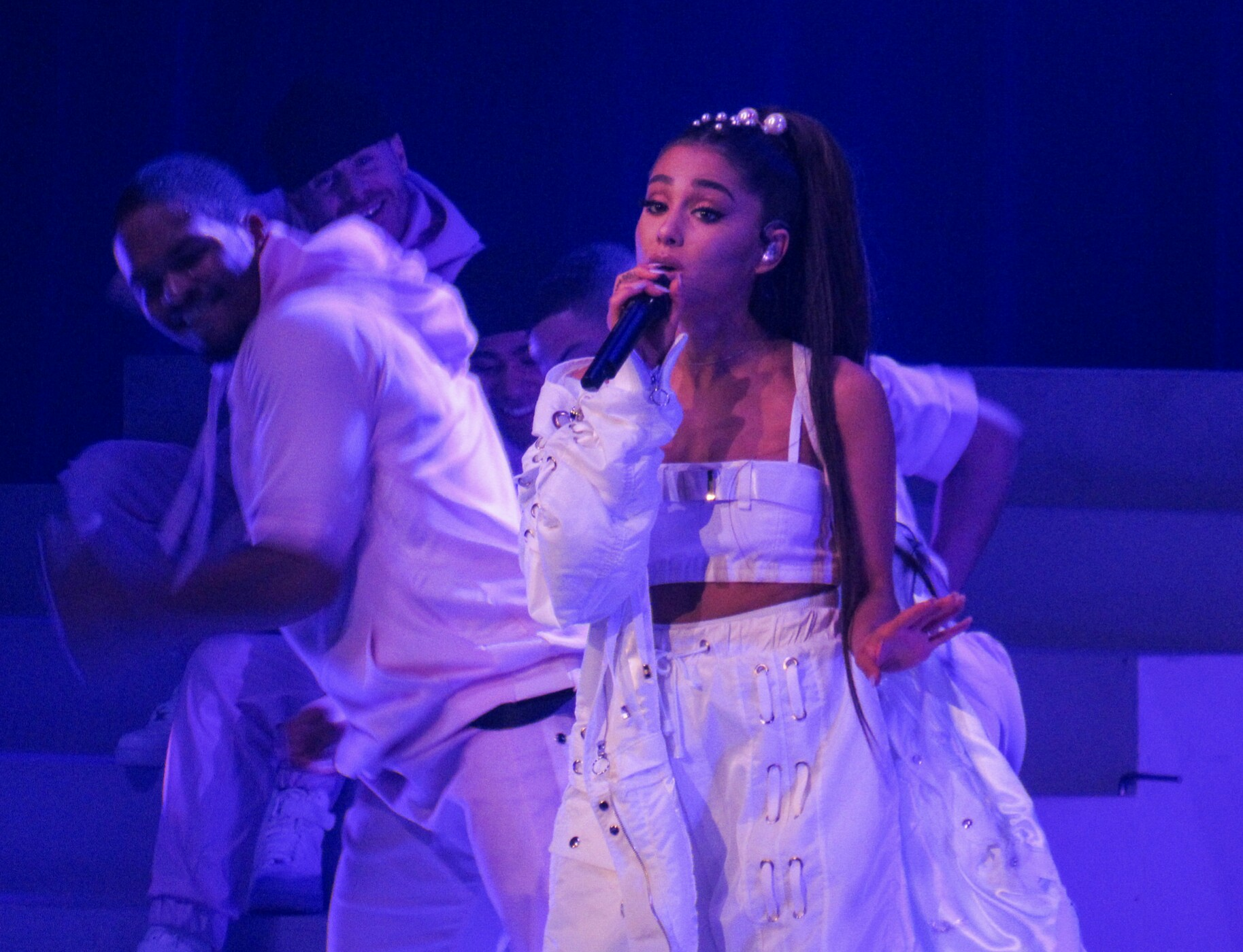
La cantante Ariana Grande, produttrice esecutiva della colonna sonora del film.

Nel maggio 2019, Brian Tyler è stato annunciato come compositore della colonna sonora del film. Le cantanti Ariana Grande, Miley Cyrus e Lana Del Rey hanno collaborato ad una canzone per il film, intitolata Don't Call Me Angel. Grande inoltre è co-produttrice della colonna sonora insieme a Savan Kotecha, Ilya e Max Martin.

## Promozione
Il primo trailer cinematografico del film è stato distribuito nel giugno 2019.
Un secondo trailer cinematografico del film è stato distribuito a livello mondiale l’11 ottobre 2019.

## Distribuzione
Il film è stato distribuito nelle sale degli Stati Uniti il 15 novembre 2019 dalla Sony Pictures. In Italia l'uscita prevista per il 12 marzo 2020 è stata annullata a causa della pandemia di coronavirus, e il film è uscito direttamente in streaming il 3 giugno.

### Uscita globale
Stati Uniti:15 novembre 2019
 Australia: 14 novembre 2019
 Italia: 3 giugno 2020 (in streaming)
 Cina: 15 novembre 2019
 Hong Kong: 14 novembre 2019
 Taiwan: 27 dicembre 2019
 Germania: 2 gennaio 2020
 Corea del Sud: 6 febbraio 2020 (in streaming)
 Malaysia: 14 novembre 2019
 Brasile: 14 novembre 2019
 Portogallo: 29 novembre 2019
 Iran: inedito
 Finlandia: 15 novembre 2019
 Ucraina: 15 novembre 2019
 Israele: 14 novembre 2019

## Accoglienza

### Incassi
Nel fine settimana d'esordio negli Stati Uniti il film raccoglie solo 8,6 milioni di dollari a fronte di un budget di 50 milioni. In totale ha incassato 73,2 milioni di dollari in tutto il mondo, di cui poco meno di 18 milioni negli Stati Uniti, rivelandosi uno dei flop cinematografici del 2019.

### Critica
Sull'aggregatore Rotten Tomatoes il film riceve il 52% delle recensioni professionali positive, con un voto medio di 5,37 su 10 basato su 219 critiche, mentre su Metacritic ottiene un punteggio di 52 su 100 basato su 41 critiche.

## Riconoscimenti
- 2019 - Satellite Awards[28]
  - Candidatura per la miglior canzone originale per Don't Call Me Angel

## Casi mediatici
In previsione del flop al botteghino, Elizabeth Banks, sulla difensiva anticipata, ha criticato l'atteggiamento "sessista" dei cinecomic:
(Elizabeth Banks)